# Silvestro Palma
Silvestro Palma, anche De Palma o Di Palma (Barano d'Ischia, 15 marzo 1754 – Napoli, 8 agosto 1834), è stato un compositore italiano.
Studiò inizialmente musica con Carlotta di Sangro, la figlia del Principe di Sansevero, e successivamente, dal 1770 circa, al Conservatorio di Santa Maria di Loreto. Terminata la sua formazione al conservatorio, verso la seconda metà degli anni '80 si perfezionò nella composizione con Giovanni Paisiello. Debuttò come operista nel 1789 con La finta matta e da questo momento in poi sino al 1813 rappresentò parecchi suoi lavori, nei quali seguì principalmente il modello della musica del suo maestro Paisiello.

## Lavori

### Opere
- La finta matta (commedia per musica, libretto di Domenico Piccinni, 1789, Napoli)
- Gli amanti della dote (dramma giocoso, libretto di Francesco Saverio Zini, 1791, Firenze)
- Le nozze in villa (intermezzo, 1792, Roma)
- Chi mal fa, mal aspetti, ovvero Lo scroccatore mascherato (dramma tragicomico, 1792, Venezia)
- L'ingaggiatore di campagna (intermezzo, 1792, Firenze)
- La pietra simpatica (commedia per musica, libretto di Giovanni Battista Lorenzi, 1795, Napoli; ripresa come la farsetta per musica L'anello incantata a Roma nel 1796)
- Gli amanti ridicoli (commedia per musica, libretto di Giovanni Battista Lorenzi, 1797, Napoli)
- Il pallone aerostatico (commedia per musica, libretto di Giuseppe Palomba, 1802, Napoli)
- Le seguaci di Diana (commedia per musica, libretto di Giovanni Battista Lorenzi, 1805, Napoli)
- L'erede senza eredità (commedia per musica, libretto di Giuseppe Palomba, 1808, Napoli)
- Lo scavamento (commedia per musica, libretto di Giuseppe Palomba, 1810, Napoli)
- I furbi amanti (commedia per musica, libretto di Giuseppe Palomba, 1810, Napoli)
- Il palazzo delle fate (commedia per musica, libretto di Giuseppe Palomba, 1812, Napoli)
- I vampiri (commedia per musica, libretto di Giuseppe Palomba, 1812, Napoli)
- Le minire di Polonia (melodramma, libretto di G. Giannetti, 1813, Napoli)

### Opere dubbie
- La schiava fortunata (1801, Napoli)
- Il naturalista immaginario (1806, Firenze)
- La sposa contrastata (1813, Napoli)
- Il geloso di sé stesso (1814)
- I giudici di Agrigento

### Altri lavori
- Magnificat per soprano e organo
- Salve regina per soprano e organo
- Miserere per soprano e organo
- Litania per soprano e organo
- Veni Creator Spiritus per soprano e organo
- Le sette stazioni della vergine addolorata per 2 soprani e basso continuo
- Sancta maria, sancta Dei Genitrix
- Sinfonia in si maggiore
- Sonata in re maggiore per fortepiano
- 3 pezzi per clavicembalo